# Учень диявола
«Учень диявола» (англ. The Devil's Disciple) — п’єса ірландського письменника Бернарда Шоу 1896 року. Входить в цикл з трьох п’єс, які автор іронічно назвав «П’єси для пуритан» (інші 2 п’єси: «Цезар і Клеопатра» і «Звернення капітана Брассбаунда»).

## Основний зміст
Дія п’єси відбувається в кінці XVIII століття в північноамериканських колоніях під час їхньої війни за незалежність. «Учень диявола», як і багато інших п’єси Шоу, присвячена темі «християнство і людина». Форму мелодрами Шоу використовує для пародіювання і висміювання театральних штампів. Головний герой, якого оточуючі, та й він сам, вважають бунтарем і безбожником, виявляється в підсумку, як підкреслює Шоу в передмові до п’єси, справжнім християнином, готовим пожертвувати собою, щоб врятувати ближнього.

## Історія написання
Шоу давно збирався написати мелодраму, і відповідний випадок представився в 1896 році, коли його приятель актор Вільям Терріс планував навколосвітнє турне і попросив Шоу написати для нього нову п’єсу. Шоу працював над «Учнем диявола» всього два місяці, вересень-жовтень 1896 року. Перша постановка з тріумфальним успіхом відбулася в США (1897 рік, Нью-Йорк). Шоу отримав з Америки 3000 фунтів гонорару і вперше в житті здобув фінансову незалежність. Зокрема, він зміг залишити обридлу і виснажливу працю критика.

## Ідейно-художні мотиви
В одному з листів Бернард Шоу пояснив: «Учень диявола» - мелодрама, зліплена з усіх сценічних трюків театру Адельфа — читання заповіту, героїчна самопожертва, військовий трибунал, страта, помилування засудженого в останню хвилину». Всі перераховані типові компоненти незліченних розважальних п’єс Шоу піддав пустотливий переробці. Несправедливо ображена матір, в розважальних п’єсах викликає співчуття глядачів, Шоу вивів огидну фанатичну пуританки місіс Даджен, яка вважає своїм релігійним обов’язком вигнати з життя природні людські задоволення, а любов і доброту замінити жорстокістю і страхом покарання. Як лиходія і безбожника сім’я розглядає Річарда, який і сам не проти висміяти як забобони святенницьку мораль родичів, але у фіналі саме Річард виявляється здатним на благородну самопожертву в ім’я ближнього. Розуміння персонажами свого справжнього релігійно-морального боргу становить один з основних мотивів драми. Пастор Андерсон, несподівано для себе, виявляє, що створений не для мирних молитов, а для битв в ім’я народної свободи. Річард Даджен, все життя який протистояв релігії , виявляється, як пише автор, справді віруючим, «пуританином з пуритан».

## Головні герої
- Річард (Дік) Даджен  — відрізняється уїдливістю і незалежним характером, постійно провокує оточуючих на конфлікт, любить шокувати їх своєю поведінкою. На відміну від інших, фанатизм Річарда виражається у вчиненні добра — він бере під захист зацьковану сестру Ессі, благородно жертвує собою заради порятунку Андерсона від страти. Хескет Пірсон назвав Річарда «войовничим святим», прообразом майбутньої героїні п’єси про Жанну д’Арк.
- Антоні Андерсон — священик. Характеристика Шоу: «Людина тверезого розуму, живої вдачі і привітного складу. Йому років п’ятдесят … Без сумніву — чудовий пастир духовний, але разом з тим людина, здатна взяти найкраще і від тутешнього світу і відчуває деяку незручність від свідомості, що уживається він з цим світом легше, ніж личило б доброму пресвітеріанину».
- Джудіт Андерсон — дружина священика, дуже вродлива жінка. Добра, поривчаста, легко піддається своїм почуттям.
- Місіс Даджен — мати Річарда. Літня жінка, вважає себе запеклою християнкою і в силу свого особливого розуміння релігійних ідеалів псує життя всім оточуючим. Ненавидить свого «безпутного» сина Річарда.
- Крістофер Даджен (Крісті) — молодший брат Діка, «товстий придуркуватий хлопець років двадцяти двох, білявий і кругловидий». За словами Річарда, «благочестива матушка так потрудилася над його вихованням, що не залишила йому ні розуму, ні міркування».
- Ессі — дівчина 16 років, сирота, двоюрідна сестра Річарда, боязка і залякана. Річард взяв її під своє заступництво, від нього Ессі вперше побачила добре ставлення.
- Майор Суїндон — типовий служака. Не відрізняється особливим розумом, воліє йти напролом і сліпо виконувати приписи. Зневажає всіх американських повстанців.
- Генерал Бергойн — історична особа, аристократ. Дуже розумний, тверезо розбирається в положенні речей. До всіх оточуючих відноситься із зарозумілістю і пихою і навіть на свого «колегу» Суїндона поглядає явно зверхньо. Як і майор, зневажає повстанців, проте в спілкуванні з ними набагато більш ввічливий. Любить критикувати і саркастично відгукуватися про все, від оточуючих до свого командування.